# Rowena Meeks Abdy
Pour les articles homonymes, voir Meeks.
Rowena Fischer Meeks Abdy, née le 24 avril 1887 à Vienne (Autriche) et morte le 18 août 1945 à San Francisco, est une peintre américaine moderne.

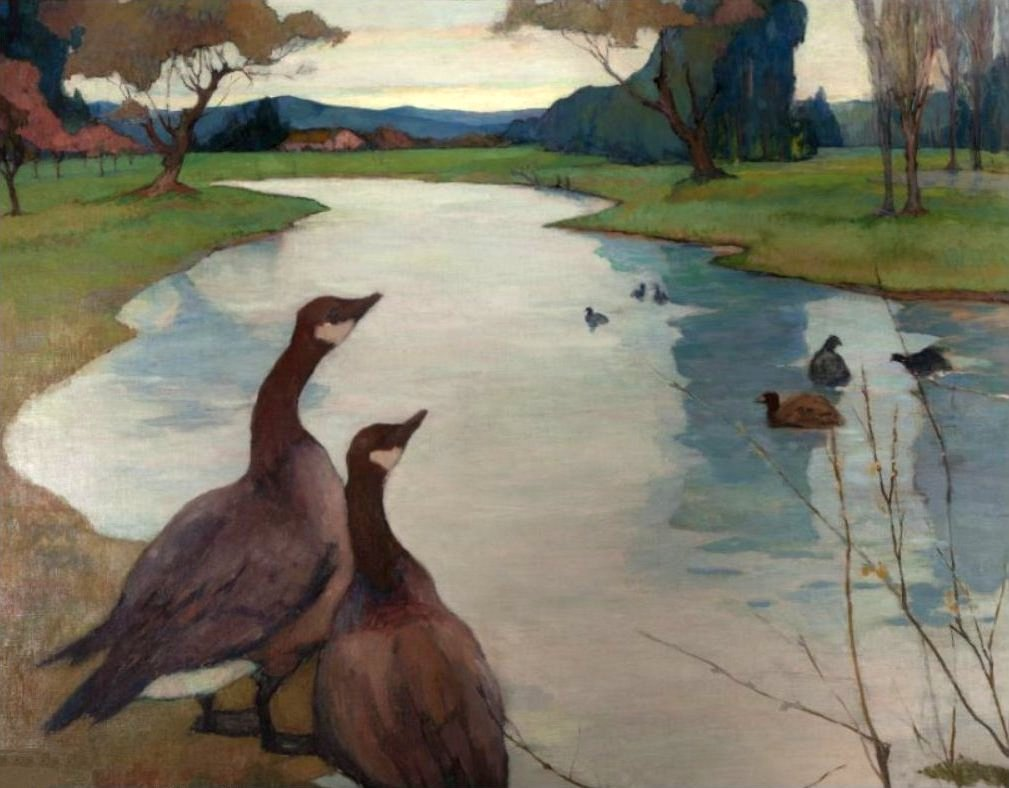
Decoration: Wild Geese (1925)

## Enfance et éducation
Elle est née à Vienne (Autriche) en 1878. Ses parents, John et Anna Meeks, étaient Américains,. Sa famille resta en Europe onze ans après la naissance d’Abdy, voyageant à Vienne, Dresde, Paris, Londres. Ils quittèrent l’Europe pour San Francisco, en Californie. Abdy suivit ensuite des cours au San Francisco Art Institute.

## Carrière
Abdy est considérée comme une historienne des débuts de la Californie, État qu’elle représente dans son travail. Elle peint d’abord des paysages en se concentrant sur la Californie du Nord, incluant les villes côtières, les missions espagnoles de Californie et la ville de San Francisco. Adby quitte sa maison sur Russian Hill pour peindre les villes minières et la Sierra Nevada. Elle pratique l’aquarelle et la peinture à l’huile. En 1921, elle devient propriétaire de son atelier, dans Lombard Street, toujours à San Francisco.
Abdy considère que l’art abstrait doit dépasser la peinture pour se développer dans les arts décoratifs intérieurs. Elle peint « ce qu’elle ressent par ce qu’elle voit ».

## Fin de vie et héritage
Elle restera toute sa vie à San Francisco où elle meurt en 1945. Ses archives sont conservées au Smithsonian American Art Museum.

## Expositions principales
- Ravello, date inconnue, Seattle Art Museum, Seattle, Washington[7]
- View of an Italian Hill Town, vers 1920, Mills College Art Museum, Oakland, Californie[8]
- Decoration: Wild Geese, vers 1925, Mills College Art Museum, Oakland, Californie[9]
- The Robert Louis Stevenson House in Monterey, 1928, California Palace of the Legion of Honor, San Francisco, Californie[10]